# Szellőrózsa
A szellőrózsa vagy anemóna (Anemone) a boglárkafélék (Ranunculaceae) családjába tartozó nemzetség.

## Jellemzők
Virágaik sugaras szimmetriájúak, a levélállás szórt vagy örvös. A porzók rövidebbek a színes, sziromszerű lepelleveleknél. A boglárkafélék sok nemzetségére jellemző szirom-, vagy porzószerű mézfejtők ebben a nemzetségben hiányoznak. A virág alatt, attól kissé távol gallérszerű murvalevelek vannak, gyakran ennyi a növény összes levele.

## Kárpát-medencei elterjedése
Magyarországon 4 faj honos, a bogláros szellőrózsa (Anemone ranunculoides), az erdei szellőrózsa (Anemone sylvestris), a berki szellőrózsa (Anemone nemorosa) és a hármaslevelű szellőrózsa (A. trifolia).

## Fajai

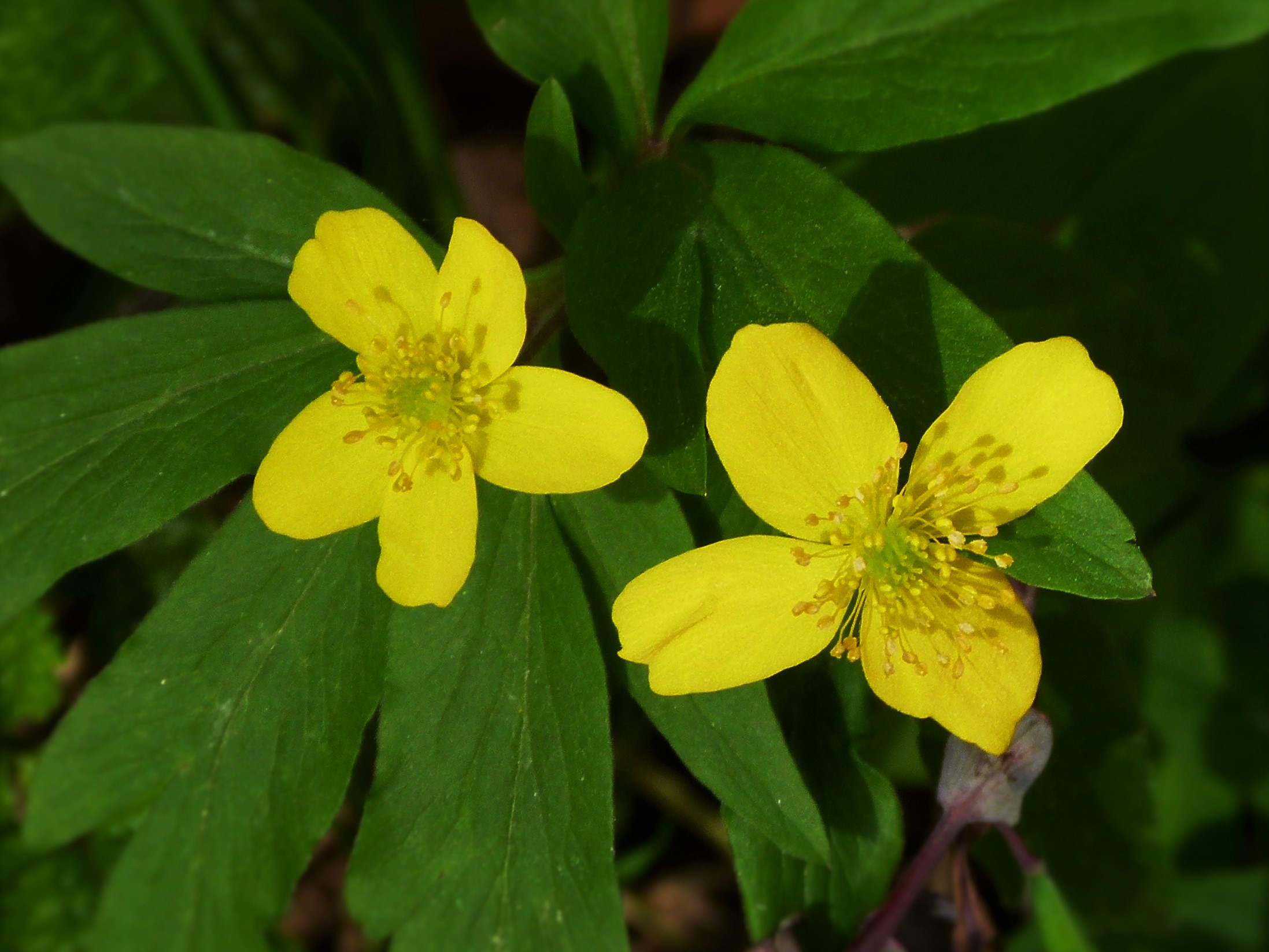
Bogláros szellőrózsa

## Bogláros szellőrózsa
(A. ranunculoides L.) A nemzetség egyetlen sárga virágú faja.

## Erdei szellőrózsa
(Anemone sylvestris L.)
A nemzetség legtöbb fajánál a virágzó példányoknak nincsenek tőleveleik. Az erdei szellőrózsa kivétel, tenyeresen szeldelt, hosszú nyelű tőleveleinek szeletei is karéjosak, osztottak. A szárlevelek (gallérozó murvalevelek) a szár alsó harmadában erednek. A virág a szőrös szár csúcsán fejlődik. A növény 20–40 cm magas, gyöktörzse függőleges. A lepellevelek színe fehér, 2–3 cm hosszúak, a portok sárga. Fogyatkozó erdős-sztyepp faj, a Tiszántúlról szinte teljesen hiányzik. Áprilisban és májusban virágzik.
|  |  |

TERRA Alapítvány – Erdei szellőrózsa

## Berki szellőrózsa
(Anemone nemorosa L.)
A tőlevelek virágzáskor hiányoznak, a szárlevelek a szár felső harmadában erednek, szeletei hasogatottak, fogas élűek. A virágtakaró színe fehér, olykor halvány rózsaszínű, a portok sárga. Az Északi-középhegységban még viszonylag gyakori. Márciustól májusig virágzik. Nem védett.
|  |  |  |

TERRA Alapítvány – Berki szellőrózsa

## Hármaslevelű szellőrózsa

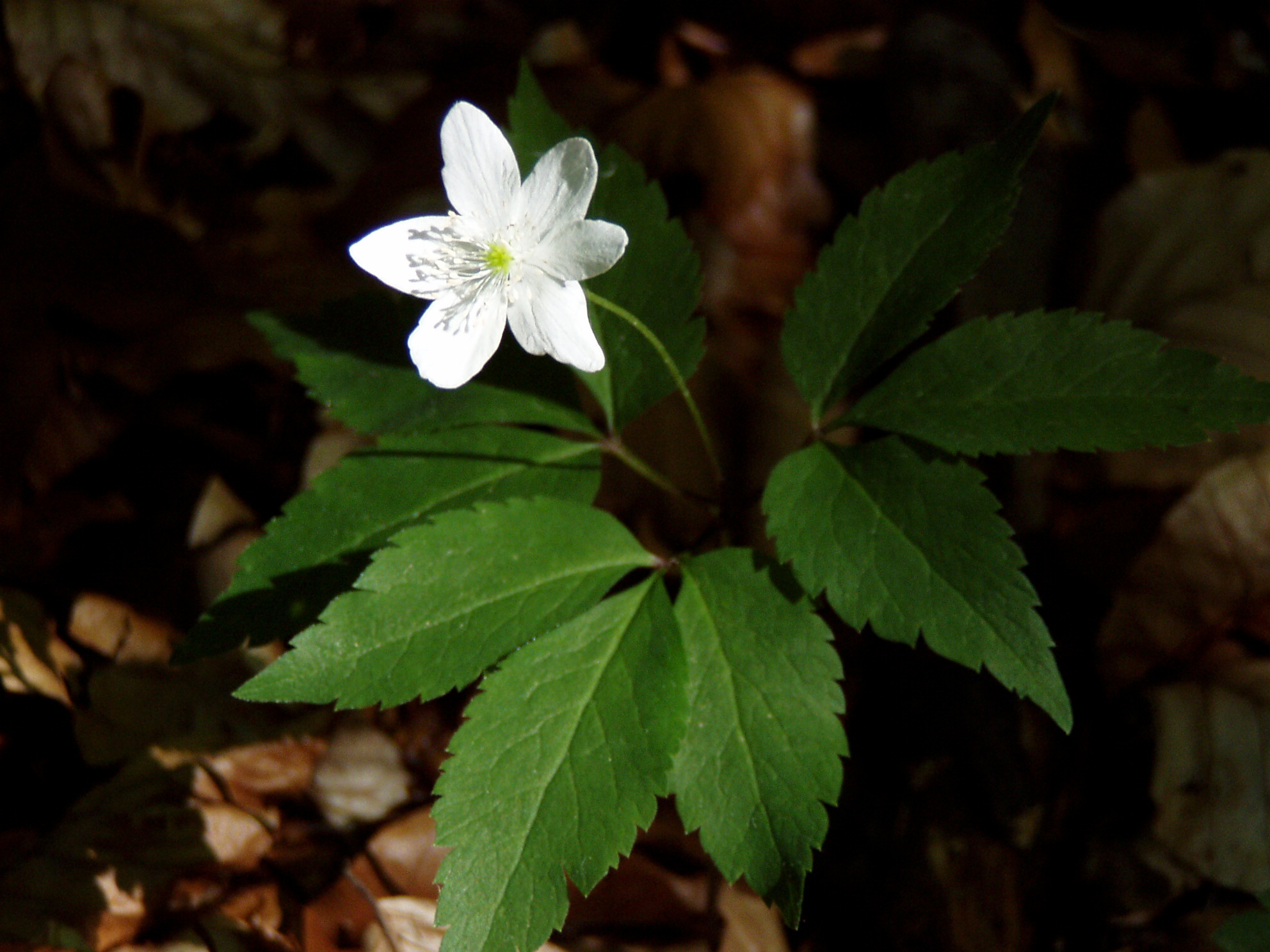
Hármaslevelű szellőrózsa (Anemone trifolia)

(Anemone trifolia L.)
Magyarországon a hármaslevelű szellőrózsa a nemzetség legritkábban előforduló faja, csak Belezna, Őrtilos és Zákány környékén él. Magassága 10–15 cm, a gallérozó szárlevelek hármasan osztottak, fűrészes szélűek. A virágtakaró fehér, többnyire 6 lepellevélből áll. A portokok színe is fehér.
TERRA Alapítvány – Hármaslevelű szellőrózsa